# Victor Segalen
Victor Segalen (ur. 14 stycznia 1878 w Breście, zm. 21 maja 1919) – francuski doktor, etnograf, archeolog, odkrywca, poeta i pisarz.
W młodości podjął się on studiów medycznych na uniwersytecie w Bordeaux. W 1903 w wieku 25 lat Victor przeprowadził się do Polinezji Francuskiej, gdzie pracował w wyuczonym zawodzie. Oprócz swojej przygody Victor dwukrotnie odbył podróże po Chinach (1909–1914 oraz 1917).
Victor Segalen zmarł 21 maja 1919 roku w wieku 41 lat w Huelgoat, rzekomo w wyniku wypadku w pobliskim lesie, chociaż wiele badań wskazuje na samobójstwo upozorowane na wypadek. Dokładne przyczyny jego śmierci do dzisiaj nie zostały wyjaśnione.
Jeden z uniwersytetów w Bordeaux nosi imię Victora Segalena.

## Dzieła

### Prace wydane za życia
- A Dreuz an Arvor (1899)
- L'observation médicale chez les écrivains naturalistes (rozprawa, Bordeaux, 1901)
- Les Immémoriaux (pod pseudonimem Max Anély) (1907)
- Stèles (poematy prozą, 1912)
- Peintures (1916)

### Pośmiertne publikacje
- Orphée-Roi (1921)
- René Leys (1922)
- Mission archéologique en Chine (we współpracy z Gilbertem de Voisins i Jeanem Lartigue'em) (1923–1924)
- Équipée. De Pékin aux marches thibétaines (1929)
- Voyage au pays du réel (1929)
- Lettres de Chine (1967)
- La Grande Statuaire chinoise (1972)
- Le Fils du ciel : chronique des jours souverains (1975)
- Journal des îles (1978)